# Slot-SPS
Bei einer Slot-SPS handelt es sich um eine PCI-Steckkarte für einen PC. Eine Slot-SPS wird eingesetzt, wenn eine SPS für Automatisierungsaufgaben benötigt wird, um z. B. eine schnelle und effektive Datenübertragung zwischen der SPS und einer Anwendungssoftware zu ermöglichen.
Merkmale:
- Ist unabhängig vom Betriebssystem des PCs;
- fällt nicht aus, wenn der PC ausfällt (wenn von extern mit Spannung und mit Pufferbatterie versorgt);
- hat Schnittstellen für die Ansteuerung von Sensoren und Aktoren, z. B. Profibus oder Multi Point Interface.